# Violeta Ninova
Pour les articles homonymes, voir Ninova.
Violeta Ninova, née le 19 août 1963 à Sofia (Bulgarie), est une rameuse d'aviron bulgare.

## Carrière
Violeta Ninova participe aux Jeux olympiques de 1988 à Séoul et est médaillée de bronze en deux de couple avec sa partenaire Stefka Madina. 